# 国鉄8450形蒸気機関車
8450形は、かつて日本国有鉄道の前身たる鉄道院・鉄道省に在籍したテンダ式蒸気機関車である。

## 概要
元は、1893年（明治26年）8月に山陽鉄道がアメリカのボールドウィン社で6両（製造番号13654 - 13659）を製造した、車軸配置2-6-0(1C)、ヴォークレイン4気筒複式の飽和式テンダ機関車である。メーカーでの種別番号は8-13/32-D、山陽鉄道での形式は5形、番号は26 - 31であった。日本の鉄道におけるヴォークレイン複式の採用例としては、1892年（明治25年）に筑豊鉄道へ導入された1両（後の鉄道院8050形）に次ぐものである。
形態は典型的なアメリカ古典形で、ボイラーはストレートトップ型、第1缶胴上に蒸気ドームが、第3缶胴上に砂箱が設けられていた。また、煙室の側面から端梁にはブレース（支柱）が渡されている。炭水車は3軸で、後位側が2軸ボギー台車とされた、片ボギー式である。
翌年製造された7形（後の鉄道院8350形）は、単式で動輪直径がやや大きい程度の同系車で、シリンダ、固定軸距、炭水車の寸法などが共通していた。
1906年（明治39年）の山陽鉄道国有化にともなって国有鉄道籍となり、1909年（明治39年）に制定された鉄道院の車両形式称号規程により、8450形（8450 - 8455）と改称された。
山陽鉄道では、瀬野 - 八本松間の急勾配区間（瀬野八）で使用されたが、国有化後は山陰線の豊岡 - 米子間や、山陽線の姫路 - 岡山間で貨物列車の牽引用に使用された後に糸崎に集められ、広島 - 柳井津間で使用された。
廃車は、他のヴォークレイン複式機関車と同時期の1925年（大正14年）5月で、譲渡されたものはないが、炭水車のうち5両が小倉工場で10t積水運車ミ340形に改造され、1928年（昭和3年）の称号規程改正ではミ170形に統合されミ172 - ミ176となった。

## 主要諸元
- 全長 : 14,503mm
- 全高 : 3,810mm
- 全幅 : 2,743mm
- 軌間 : 1,067mm
- 軸配置 : 2-6-0(1C)
- 動輪直径 : 1,372mm
- 弁装置 : スチーブンソン式アメリカ型
- シリンダー（直径×行程） : 292mm×559mm・483mm×559mm
- ボイラー圧力 : 11.3kg/cm2
- 火格子面積 : 1.86m2
- 全伝熱面積 : 92.4m2
  - 煙管蒸発伝熱面積 : 83.6m2
  - 火室蒸発伝熱面積 : 8.8m2
- ボイラー水容量 : 3.7m3
- 小煙管（直径×長サ×数） : 45mm×3,200mm×187本
- 機関車運転整備重量 : 39.90t
- 機関車空車重量 : 36.74t
- 機関車動輪上重量（運転整備時） : 34.54t
- 機関車動輪軸重（第2動輪上） : 12.40t
- 炭水車重量（運転整備） : 19.63t
- 炭水車重量（空車） : 10.52t
- 水タンク容量 : 8.1m3
- 燃料積載量 : 2.54t